# Peridroma fuscobrunnea
Peridroma fuscobrunnea är en fjärilsart som beskrevs av Embrik Strand 1921. Peridroma fuscobrunnea ingår i släktet Peridroma och familjen nattflyn. Inga underarter finns listade i Catalogue of Life.